# 羅斯托夫區

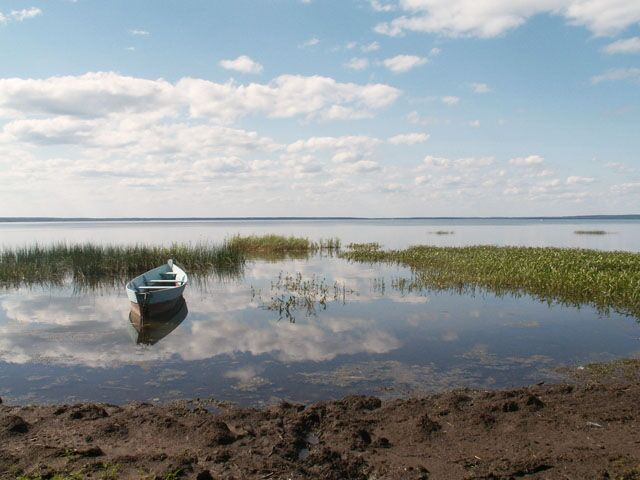

57°11′N 39°25′E / 57.183°N 39.417°E
羅斯托夫區（俄语：Ростовский район），是俄羅斯的一個區，位於該國西部，由雅羅斯拉夫爾州負責管轄，面積2,073平方公里，2010年人口34,062，人口密度每平方公里16.43人。